# Thailands volleybolliga för kvinnor
Thailands volleybolliga för kvinnor (thai: วอลเลย์บอลหญิงไทยแลนด์ลีก) är den högsta serien i volleyboll för damer i Thailand. Åtta lag deltar och vinnaren blir thailändsk mästare. Serien organiseras av Thailand Volleyball Association.

## Resultat per år
| Säsong                  | Podium                   | Podium                        | Podium                   |
| Mästare                 | Tvåa                     | Trea                          |                          |
| ----------------------- | ------------------------ | ----------------------------- | ------------------------ |
| 2005-06 mer information | Nakhon Ratchasima VC     | Phuket Beach VC               | Khonkaenstar VC          |
| 2006-07 mer information | Nakhon Ratchasima VC     | -                             | -                        |
| 2007-08 mer information | Khonkaenstar VC          | Nakornnonthaburi VC 2011      | Nakhon Ratchasima VC     |
| 2008-09 mer information | King-Bangkok VC          | Ayutthaya ATCC                | Nakornnonthaburi VC 2011 |
| 2009-10 mer information | Ayutthaya ATCC           | Khonkaenstar VC               | Nakhon Ratchasima VC     |
| 2010-11 mer information | Phuket Beach VC          | Ayutthaya ATCC                | Nakhon Ratchasima VC     |
| 2011-12 mer information | Nakornnonthaburi VC 2011 | Supreme VC                    | Phuket Beach VC          |
| 2012-13 mer information | Khonkaenstar VC          | Nakornnonthaburi VC 2011      | Nakhon Ratchasima VC     |
| 2013-14 mer information | Nakhon Ratchasima VC     | Mall:Volley femminile Sisaket | Ayutthaya ATCC           |
| 2014-15 mer information | Bangkok Glass VC         | Ayutthaya ATCC                | Khonkaenstar VC          |
| 2015-16 mer information | Bangkok Glass VC         | Supreme VC                    | Nakhon Ratchasima VC     |
| 2016-17 mer information | Supreme VC               | Bangkok Glass VC              | Nakhon Ratchasima VC     |
| 2017-18 mer information | Supreme VC               | Nakhon Ratchasima VC          | Bangkok Glass VC         |
| 2018-19 mer information | Nakhon Ratchasima VC     | Supreme VC                    | Nakornnonthaburi VC 2011 |
| 2019-20 mer information | Supreme VC               | Khonkaenstar VC               | Nakhon Ratchasima VC     |
| 2020-21 mer information | Diamond Food VC          | Nakhon Ratchasima VC          | Supreme VC               |
| 2021-22 mer information | Supreme VC               | Diamond Food VC               | Nakhon Ratchasima VC     |
| 2022-23 mer information | Nakhon Ratchasima VC     | Diamond Food VC               | Khonkaenstar VC          |

## Titlar per klubb
| Lag                      | Antal titlar | Säsong                                      |
| ------------------------ | ------------ | ------------------------------------------- |
| Nakhon Ratchasima VC     | 5            | 2005-06, 2006-07, 2013-14, 2018-19, 2022-23 |
| Supreme VC               | 4            | 2016-17, 2017-18, 2019-20, 2021-22          |
| Khonkaenstar VC          | 2            | 2007-08, 2012-13                            |
| Bangkok Glass VC         | 2            | 2014-15, 2015-16                            |
| King-Bangkok VC          | 1            | 2008-09                                     |
| Ayutthaya ATCC           | 1            | 2009-10                                     |
| Phuket Beach VC          | 1            | 2010-11                                     |
| Nakornnonthaburi VC 2011 | 1            | 2011-12                                     |
| Diamond Food VC          | 1            | 2020-21                                     |